# توماس مک‌میکین
توماس مک‌میکین (انگلیسی: Thomas McMeekin; ۳۱ دسامبر ۱۸۶۶ – ۲۴ اکتبر ۱۹۴۶) قایقران قایق بادبانی اهل بریتانیا بود.